# 比奇角燈塔
比奇角燈塔  （英語：Beachy Head Lighthouse）是一座位於英格蘭東薩塞克斯郡比奇角懸崖旁，英吉利海峽上的燈塔。燈塔高33米（108英尺），在1902年10月啟用，是領港公會最後一座建造的傳統岸邊燈塔。

## 建造
比奇角燈塔是用來取代1834年完工的貝爾陶特燈塔。貝爾陶特燈塔並未如計劃般成功，它的燈光常被海霧遮蔽。因此當局決定在比奇角懸崖旁建造另一座新燈塔，而貝爾陶特燈塔則在1902年停用。
在領港公會總工程師托马斯·马修斯帶領下，在1900至1902年間建造這燈塔。燈塔與懸崖相距165米，施工期間建造了一條臨時架空索道以運送工人和石材到工地，整個燈塔工耗用3,660噸康沃爾郡花崗石。
比奇角燈塔是用來取代1834年完工的貝爾陶特燈塔。貝爾陶特燈塔並未如計劃般成功，它的燈光常被海霧遮蔽。因此當局決定在比奇角懸崖旁建造另一座新燈塔，而貝爾陶特燈塔則在1902年停用。
在領港公會總工程師托马斯·马修斯帶領下，在1900至1902年間建造這燈塔。燈塔與懸崖相距165米，施工期間建造了一條臨時架空索道以運送工人和石材到工地，整個燈塔工耗用3,660噸康沃爾郡花崗石。
燈塔配有三組雙版面一階旋轉折反射望菲涅耳透鏡，使它能每20秒便能發出兩次白色閃光。燈塔光源來自馬修斯設計的石蠟蒸氣燃燒器，此外亦設有爆炸性雾号，在大雾天氣下能每5分鐘發出響聲。1976年起改用電子發射器，每30秒發出響聲，每次長6秒。雾号在2011年2月被更新的LED導航燈取代。

## 運作
燈塔由三名燈塔員駐守，他們主要工作是維護塔上的旋轉燈，使它能在26海里（48；30英里）外被看見。在20世紀的大部分時間裡，燈塔員三餐的烹飪都是在塔內固體燃料爐上完成的，而住宿照明則是石蠟燈。1975年，電力首次供應到燈塔，之後在鏡片中安裝了電燈。爆炸性雾号在1976年被電子發射器取代，當時是最後一個仍使用爆炸性雾号的燈塔，而燈塔亦在1983年全自動化，不再需要燈塔員。
1999年，一塊懸崖崩塌導致電纜斷裂，維修期間同時升級了電燈和霧號。2010年6月，領港公會公佈的五年度《航標審查》中，燈塔的可見度會降至8海里（15；9.2英里）並會終止霧號。此工程在2011年2月展開，安裝了新的LED導航燈，而舊的鏡片則保留在燈塔上，霧號亦被取消。
2011年，領港公會宣佈它無法負擔重塗燈塔外牆紅白間條的費用，塔柱會隨侵蝕而回到天然花崗石灰色。它說由於現今船隻設有現代導航系統，海上日間標識已不再重要。可是2011年10月有人發起了籌款運動以保住燈塔標誌性顏色，並最終籌得需要的27,000鎊。工程組中包括兩名繩降員為燈塔補回顏色。

## 外部連結
- 領港公會網站 （页面存档备份，存于）